# Dr Pepper
Dr Pepper es una marca de refrescos carbonatados creada en la década de 1880 por el farmacéutico Charles Alderton en Waco, Texas y se sirvió por primera vez alrededor de 1885. Dr Pepper se comercializó por primera vez a nivel nacional en los Estados Unidos en 1904 y ahora también se vende en Europa, Asia, América del Norte y del Sur. En Australia, Nueva Zelanda y Sudáfrica, Dr Pepper se vende como un bien importado. Las variantes incluyen el Diet Dr Pepper y, a partir de la década de los 2000, una línea de sabores adicionales.

## Historia
El nombre "Dr. Pepper" se usó comercialmente por primera vez en 1885. Se introdujo a nivel nacional como un jarabe medicinal en los Estados Unidos en la Exposición de Compra de Luisiana de 1904 como un nuevo tipo de refresco, elaborado con 23 sabores distintos. Su introducción en 1885 precedió a la introducción de Coca-Cola por un año.
La fórmula fue inventada por el farmacéutico Charles Alderton, nacido en Brooklyn, en la farmacia Old Corner de Morrison en Waco, Texas. Para probar su nueva bebida, Alderton primero se la ofreció al dueño de la tienda, Wade Morrison quien la consideró agradable. Los clientes de la fuente de refrescos de Morrison pronto se enteraron de la nueva bebida de Alderton y comenzaron a pedir un "Waco". Alderton le dio la fórmula a Morrison, quien la llamó Dr. Pepper.

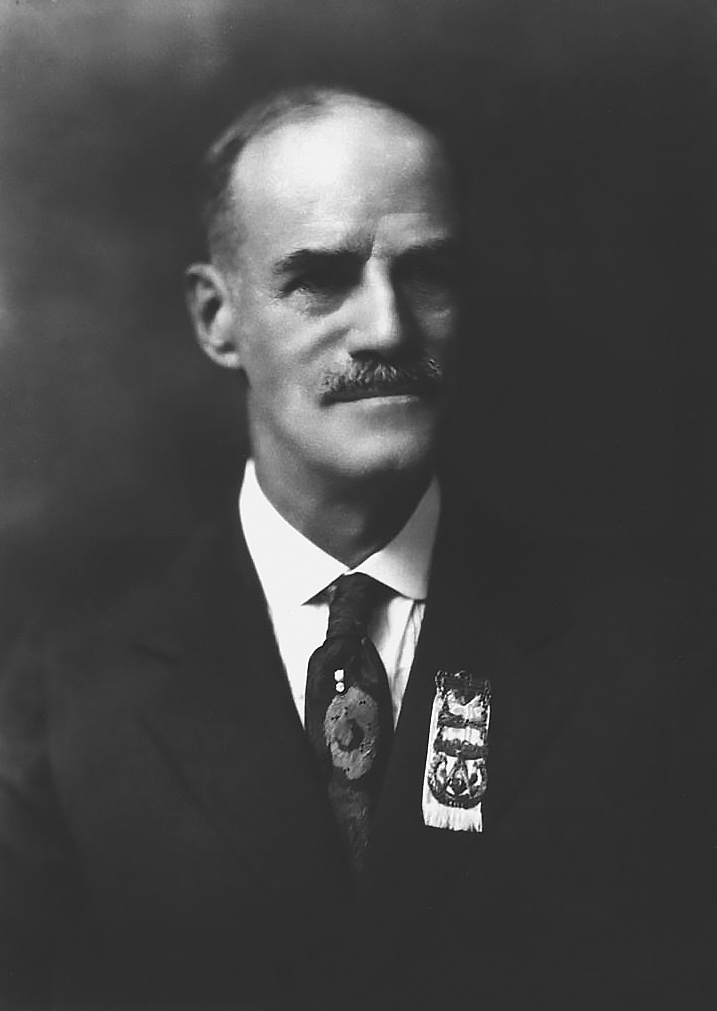
Charles Alderton

Los primeros anuncios de este refresco hicieron afirmaciones médicas, afirmando que "ayuda a la digestión y restaura la vitalidad, el vigor y la vitalidad".
Al igual que con Coca-Cola, la fórmula de Dr Pepper es un secreto comercial y, supuestamente, la receta se guarda en dos mitades en cajas de seguridad en dos bancos separados en Dallas. Un rumor persistente desde la década de 1930 es que la bebida contiene jugo de ciruela, pero las fuentes oficiales de Dr Pepper refutan esto diciendo que "Dr Pepper es una mezcla única de sabores naturales y artificiales; no contiene jugo de ciruela". Se desconoce el origen del rumor; algunos creen que fue iniciado por un repartidor de un competidor que intentaba desacreditar la marca basado en los efectos laxantes del jugo de ciruela, pero puede ser simplemente porque mucha gente siente que Dr Pepper sabe similar al jugo de ciruela.
En 2009, Bill Waters descubrió un viejo libro de contabilidad lleno de fórmulas y recetas mientras compraba en tiendas de antigüedades "Texas Panhandle". Varias hojas y membretes insinuaban que provenía de WB Morrison & Co. Old Corner Drug Store (la misma tienda donde se sirvió Dr. Pepper por primera vez en 1885) y letras descoloridas en la portada del libro decían "Castles Formulas". John Castles fue socio de Morrison durante un tiempo y trabajó en ese lugar en la década de 1880. Una receta en el libro titulada "Dr Peppers Pepsin Bitters" fue de particular interés, y algunos especularon que podría ser una receta temprana para Dr Pepper. Sin embargo, Keurig Dr Pepper, la empresa matriz, insiste en que no es la fórmula de Dr Pepper, sino que es una receta medicinal para ayudar a la digestión. El libro se puso a subasta en mayo de 2009, pero nadie lo compró.

## Nombre
Abundan las teorías sobre el origen del nombre del refresco. Una posible razón por la que se eligió el nombre fue la práctica, era común en el momento de la creación de la bebida incluir la sigla Dr. en los nombres de los productos para dar la impresión de que eran saludables o recomendados por médicos.

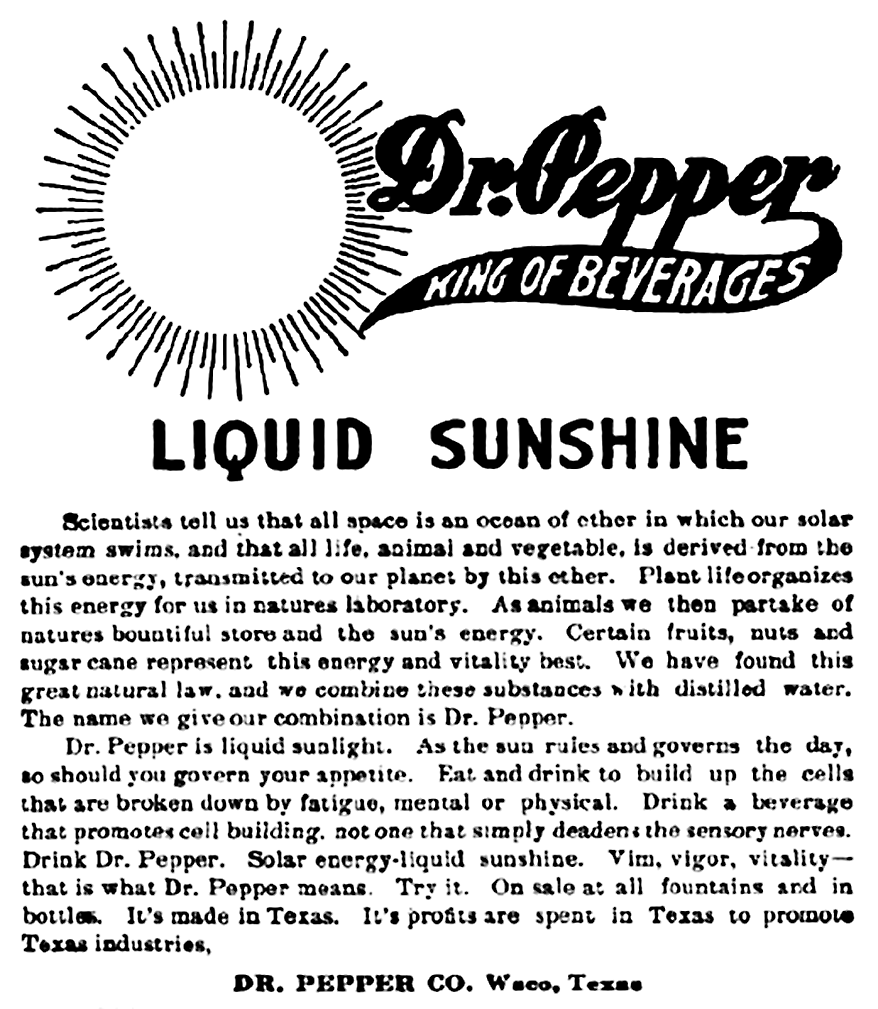
Cartel de Dr. Pepper de 1913

Una teoría que se cita a menudo es que la bebida lleva el nombre de un médico real, un tal Charles T. Pepper de Rural Retreat, Virginia. Es posible que Morrison le haya puesto a la bebida el nombre del médico en agradecimiento a Pepper por haberle dado a Morrison su primer trabajo.  Sin embargo, Milly Walker, directora de colecciones y curadora del Museo Dr Pepper Bottling Co. de Texas, ha declarado que los registros del censo de EE. UU. Muestran que el joven Morrison vivía en Christiansburg, Virginia  a 40 millas (64 km ) muy lejos de Rural Retreat, y que "no hay una sola pieza de evidencia de que Morrison haya trabajado para Charles T. Pepper en Rural Retreat". Otra historia cuenta que Morrison nombró la bebida en honor a Charles T. Pepper porque el médico le dio permiso a Morrison para casarse con la hija de Pepper,  pero la niña en cuestión tenía solo ocho años cuando Morrison se mudó a Waco.

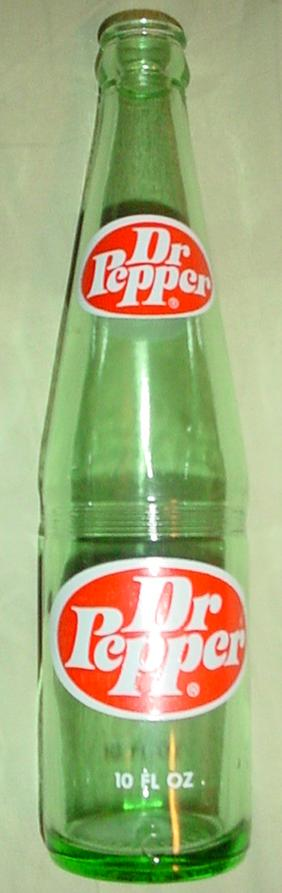
Botella de Dr. Pepper de la década de 1970

El Dr. William Alexander Reed de Christiansburg es otra posible inspiración para el nombre del refresco. En el censo que muestra a Morrison viviendo en Christiansburg y trabajando como empleado de farmacia, se registra un tal Dr. Pepper en una página posterior. Dado que los censistas en este momento caminaban de puerta en puerta, y estas entradas del censo están cerca unas de otras en el registro, parece que Morrison y este Dr. Pepper vivían cerca el uno del otro. Además, se registra que Pepper tiene una hija de 16 años, llamada Mary Ann "Minnie".
El punto inmediatamente seguido de la abreviatura Dr se utilizó de forma intermitente en los logotipos de Dr Pepper hasta la década de 1950, cuando, tras cierto debate, se descartó de forma permanente por motivos estilísticos y de legibilidad. Un logotipo que debutó en ese momento tenía el texto inclinado, en el que la abreviatura doctor parecía Dr:

## Disputas legales
En 1951, Dr. Pepper demandó a la compañía Coca-Cola por $750.000, afirmando que las Coca-Cola se vendían por debajo del costo y constituían una competencia desleal. 
En 1969, debido al éxito legal de Dr Pepper al ser determinado un refresco "sin cola", el entonces presidente y director ejecutivo de la empresa WW "Foots" Clements, logró convencer a Coca-Cola Bottling Company de Nueva York, el embotellador y distribuidor más grande de Coca-Cola en el mundo, para embotellar y distribuir Dr Pepper en el área metropolitana de Nueva York. 
En 1972, Dr Pepper demandó a la compañía Coca-Cola por infracción de marca registrada basada en un refresco comercializado por Coca-Cola llamado "Peppo". Coca-Cola cambió el nombre de su bebida a Dr. Pibb, que también se determinó que violaba la marca registrada. Posteriormente, el refresco pasó a llamarse Sr. Pibb.
Dr Pepper se declaró insolvente a principios de la década de 1980, lo que llevó a un grupo de inversión a tomar el control de la empresa. Varios años después, Coca-Cola intentó adquirir Dr Pepper, pero la Comisión Federal de Comercio (FTC) se lo impidió. Casi al mismo tiempo, Seven Up fue adquirido por Phillip Morris la misma compañía de inversión que rescató a Dr Pepper. Tras el fracaso de la fusión de Coca-Cola, Dr Pepper y Seven Up se fusionaron (creando Dr Pepper / Seven Up, Inc., o DPSU), renunciando a los derechos de marca internacional en el proceso. Después de la fusión de DPSU, Coca-Cola obtuvo la mayoría de los derechos no estadounidenses sobre el nombre de Dr Pepper (con PepsiCo tomando los derechos de Seven Up). 
Dr Pepper fue un actor frecuente en la historia antimonopolio de los Estados Unidos en la década de 1990. Como parte de estas actividades, los economistas y los tribunales han intervenido con la opinión de que Dr Pepper es una bebida con sabor a "pimienta" y no una "cola". En 1995, la FTC bloqueó una fusión entre The Coca-Cola Company y Dr Pepper por motivos que incluían preocupaciones sobre el monopolio de la categoría de sabor "pimienta" de los refrescos. En 1996, Dr Pepper estuvo involucrado en un caso antimonopolio que involucraba a Jerry Jones, los Dallas Cowboys, NFL, Nike y otros activos comerciales como el Texas Stadium en Irving, Texas. Jones había hecho tratos con Dr Pepper y las otras empresas que, según la liga, violaron sus contratos exclusivos de marketing con Coca-Cola y otras empresas. La NFL acordó permitir que Jones y otros equipos persigan sus propios acuerdos. 
En 1998, la categoría de refrescos con sabor a "pimienta" fue una parte importante del análisis que respaldaba un caso antimonopolio entre Coca-Cola y Pepsi.

## Variedades

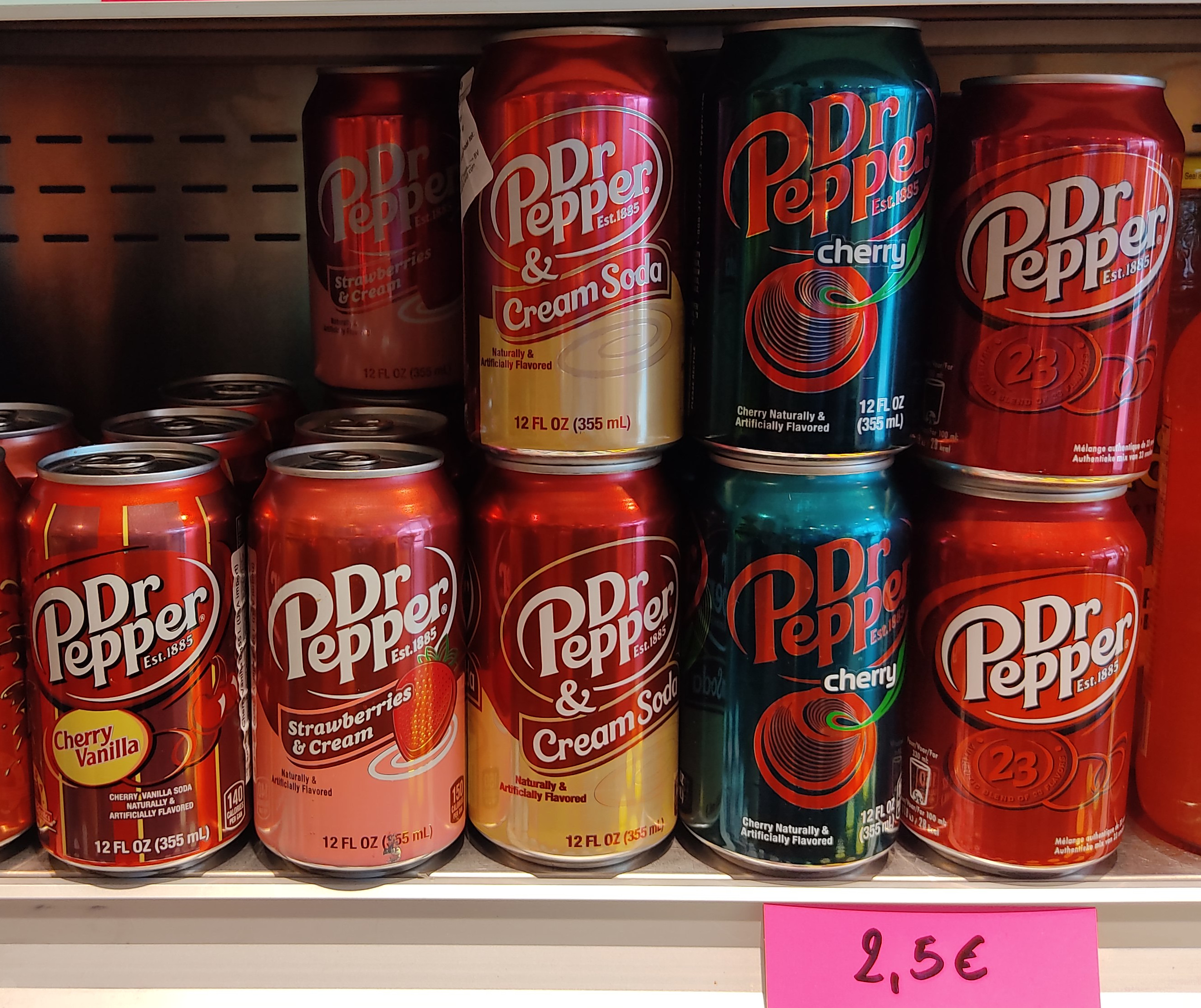
Latas de Dr Pepper de varios sabores

### Versiones dietéticas
- Dietetic Dr Pepper[6] se introdujo en 1962 (latas) y 1963 (botellas). Las ventas fueron lentas en parte debido a la idea errónea del público de que la bebida era para diabéticos y en 1966, la compañía cambió el nombre del producto por "Sugar Free Dr Pepper". El nombre se cambió a "Diet Dr Pepper" en 1987. Diet Dr Pepper, después de registrar un aumento del 6,4% en el volumen de ventas, se convirtió en el décimo refresco más vendido en 2006, según la revista Beverage Digest. De 1991 a 2006, la bebida se comercializó con el lema "Diet Dr Pepper sabe mejor que el Dr Pepper regular". En 2006, se lanzó una nueva campaña de marketing que compara el sabor de Diet Dr Pepper con los postres en lugar del lema de Dr Pepper regular "Nada que ver con dieta".
- Pepper Free (1982-1985) se introdujo por primera vez para probar los mercados en 1982 como una versión sin cafeína de Diet Dr Pepper, citando investigaciones de la compañía que indicaban la necesidad de un producto para llenar un nicho para el consumidor consciente de la salud. Introducida originalmente en solo seis estados, la marca Pepper Free duró solo tres años y se eliminó gradualmente hasta 1985. Si bien se sigue produciendo un producto dietético sin cafeína con variedades de nombres, la razón para lanzar la Pepper Free se desconoce, pero podría deberse a la confusión con la marca rival "Pepsi Free" (actualmente "Pepsi sin cafeína").[6]
- Dr Pepper sin cafeína (no dietético) se lanzó por primera vez en 1983.[6]
- Dr Pepper TEN una versión baja en calorías de Dr Pepper, fue lanzado en 2011. Esta versión retuvo el sabor de Dr Pepper regular pero con 10 calorías por porción. Se comercializó para hombres, con un esquema de color gris metalizado, remaches industriales y fuente en negrita, y el lema "No es para mujeres".[6]

### Versiones de sabores
- Dr Pepper Red Fusion (2002-2004) solo estaba disponible en EE. UU. El Red Fusion, predominantemente de color rojo y con sabor a cereza, fue el primer sabor nuevo agregado a la familia de bebidas Dr Pepper en los 122 años de historia de la compañía. Su producción fue cancelada menos de un año después, aunque en ciertas áreas estuvo disponible hasta finales de 2004.[6]
- Dr Pepper Cherry Vanilla (lanzada en 2004) fue lanzado en algunas áreas el 15 de octubre de 2004. La bebida tiene un sabor similar a Dr Pepper pero con notas más fuertes de cereza y vainilla. Cherry Vanilla Dr Pepper fue la primera bebida de la línea de bebidas "Soda Fountain Classics" de Dr Pepper, una gama de bebidas diseñadas para tener un sabor similar a las populares bebidas de fuente de soda de la década de 1950. Ahora solo está disponible en áreas seleccionadas de los EE. UU. Estuvo disponible en Canadá por un corto tiempo, pero dejó de producirse a mediados de 2007. Volvió a estar disponible a mediados de 2008, después de que Dr Pepper Diet Cherry Chocolate dejara de producirse. También está disponible como una variante de sabor en las máquinas de Coca-Cola "Freestyle" que ofrecen Dr Pepper en lugar de Pibb Xtra.[6]
- Dr Pepper Berries and Cream (2006–2007) y su versión dietética se lanzaron en la mayoría de estados de EE. UU en abril de 2006. Es la segunda bebida de la línea de bebidas "Soda Fountain Classics" de Dr Pepper. En Canadá, la versión dietética de la bebida estuvo disponible aproximadamente desde mayo hasta agosto y la versión normal estuvo disponible desde septiembre hasta diciembre de 2007. Berries and Cream y Diet Berries and Cream también se han descontinuado.[6]
- Dr Pepper Cream Soda se introdujo en 2020 y es la versión de "refresco de crema" del Dr Pepper original. La bebida también viene en una versión de dieta.[6]
- Diet Cherry Chocolate Dr Pepper (2007–2008) se introdujo como un sabor de edición limitada el 21 de octubre de 2007. Se suspendió el 12 de abril de 2008. Estuvo disponible en Canadá a principios de enero de 2008. Nunca se creó una versión no dietética. El sabor es similar al de Diet Cherry Chocolate Fudge Soda de Canfield, pero con el distintivo sabor Dr Pepper. Apareció en la canción "Cherry Chocolate Rain" de la celebridad de YouTube Tay Zonday. Al cesar la producción, fue reemplazada por la Cherry Vanilla Dr Pepper.[6]
- Dr Pepper Cherry (comenzó en 2009) se lanzó en algunas áreas de Estados Unidos alrededor de febrero de 2009. La bebida tiene un sabor similar a Dr Pepper, pero tiene un sabor a cereza más fuerte. La variedad viene en versiones regulares y dietéticas. Gene Simmons de la banda Kiss fue elegido para ser el portavoz de la variación, con un comercial que circuló en televisión en marzo-abril de 2009 con la canción de Kiss "Calling Dr. Love" ("Créame, soy un médico" afirma Simmons en el comercial). También está disponible como una variante de sabor en las máquinas Coca-Cola Freestyle que ofrecen Dr Pepper en lugar de Pibb Xtra.[6]
- Heritage Dr Pepper (o Dr Pepper Heritage; comenzó en 2009) estuvo disponible alrededor de noviembre de 2009 en varios puntos de venta de los Estados Unidos. Como su nombre lo indica, es una especie de "relanzamiento" de la fórmula original de Dr Pepper, que utiliza azúcar en lugar de jarabe de maíz con alto contenido de fructosa, Dr Pepper y otras marcas de refrescos comenzaron a utilizar a principios de la década de 1970. Se supone que las fórmulas de Heritage Dr Pepper y Dublin Dr Pepper son una y la misma, pero Heritage Dr Pepper es un lanzamiento nacional a mayor escala destinado a capturar la misma esencia del "marketing de retroceso" que habían adoptado marcas como Pepsi y Mountain Dew.[6]
- Dr Pepper "Made with Real Sugar" fue lanzado para conmemorar el 125 aniversario de la bebida durante el verano de 2010. Presentaba el uso de azúcar "real", que probablemente era una mezcla de azúcar de caña y remolacha en lugar de su habitual jarabe de maíz con alto contenido de fructosa. Esta versión del refresco presentaba seis latas coleccionables de 12 onzas y una botella de plástico de 20 onzas decoradas con los viejos lemas e imágenes de Dr Pepper de la década de 1960.[6]
- Dr Pepper Vanilla Float (comenzó en 2014) es una edición limitada de verano de Dr Pepper con sabor a helado de vainilla, disponible en botellas de 20 onzas, botellas de 2 litros y paquetes de 12 onzas.[6]
- Dr Pepper Dark Berry era una edición limitada de Dr Pepper con sabor a frutos rojos, para promover el lanzamiento de la película Spider-Man: Far From Home. Se lanzó en las tiendas en mayo de 2019, pero se suspendió oficialmente en julio de 2019.
- Versión de Reino Unido, la versión del Reino Unido de Dr Pepper, junto con varios otros países, se fabrica con azúcar en lugar de jarabe de maíz con alto contenido de fructosa (al igual que Heritage Dr Pepper en los EE. UU., Como se mencionó anteriormente). Desde agosto de 2014, se comercializa un sabor "revisado" en el Reino Unido que reduce la cantidad de azúcar de 10,3 g por 100 ml a 7,2 g al tiempo que añade edulcorantes artificiales (aspartamo y acesulfamo K).[6]
- Dr Pepper Zero (comenzó en 2013): a medida que Coca-Cola distribuía Dr Pepper en el Reino Unido, se introdujo una versión "Zero", lo que significa que no tiene azúcar agregada y es baja en calorías, pero mantiene un sabor más acorde con el Dr Pepper regular que su variante de dieta.[6]
- Versión Alemana, la versión alemana de Dr Pepper, similar a su versión del Reino Unido, también se fabrica con una cantidad reducida de azúcar y edulcorantes artificiales (también aspartamo y acesulfamo K). Sin embargo, el azúcar se reduce a 6,8 g por 100 ml, ligeramente menos que en el Reino Unido.[6]

## Características
En los Estados Unidos, Dr Pepper Snapple Group Inc. no tiene red de embotelladores y distribuidores, por lo que se embotella frecuentemente bajo contrato con embotelladores independientes de Coca-Cola o Pepsi, aunque en ciertas zonas existen distribuidores independientes. En otros países, Cadbury-Schweppes ha licenciado los derechos de distribución a Coca-Cola.
El punto que sigue a "Dr" fue descartado por razones estilísticas en la década de 1950. Es comercializada en países fuera de Estados Unidos.

## Edulcorantes
Gran parte de la industria de las gaseosas en los Estados Unidos dejó de usar azúcar en la década de 1980, en respuesta a una serie al sostenimiento de los precios y la cuota de importación desde comienzo en 1982, lo que aumentó el precio del azúcar por encima del precio del mercado mundial. Como resultado, más refrescos estadounidenses, incluyendo Dr Pepper, ahora utilizan jarabe de maíz de alta fructosa en lugar de azúcar. Los fabricados en Reino Unido continúan elaborados con azúcar.

## Otros productos
- La compañía Jelly Belly tiene una línea de caramelos con sabor a Dr Pepper.[8]

- La marca Hubba Bubba tiene chicles de ese sabor.[7]

- La empresa de cosméticos Bonne Bell incluye Dr Pepper entre sus "Lip Smackers" bálsamos labiales de bebidas con sabor suave con licencia.[9]

- Brach's tiene una línea de caramelo duro que cuenta con Dr Pepper, Orange Crush, A & W Root Beer, y 7 caramelos duros Up saborizadas en Soda Poppers de Brach.

- Dr Pepper tiene un jarabe desmoche helado también fabricado por Vita Food Products en 2009 llamado "Dr Pepper cereza postre relleno".